# Elisabeth Grate bokförlag

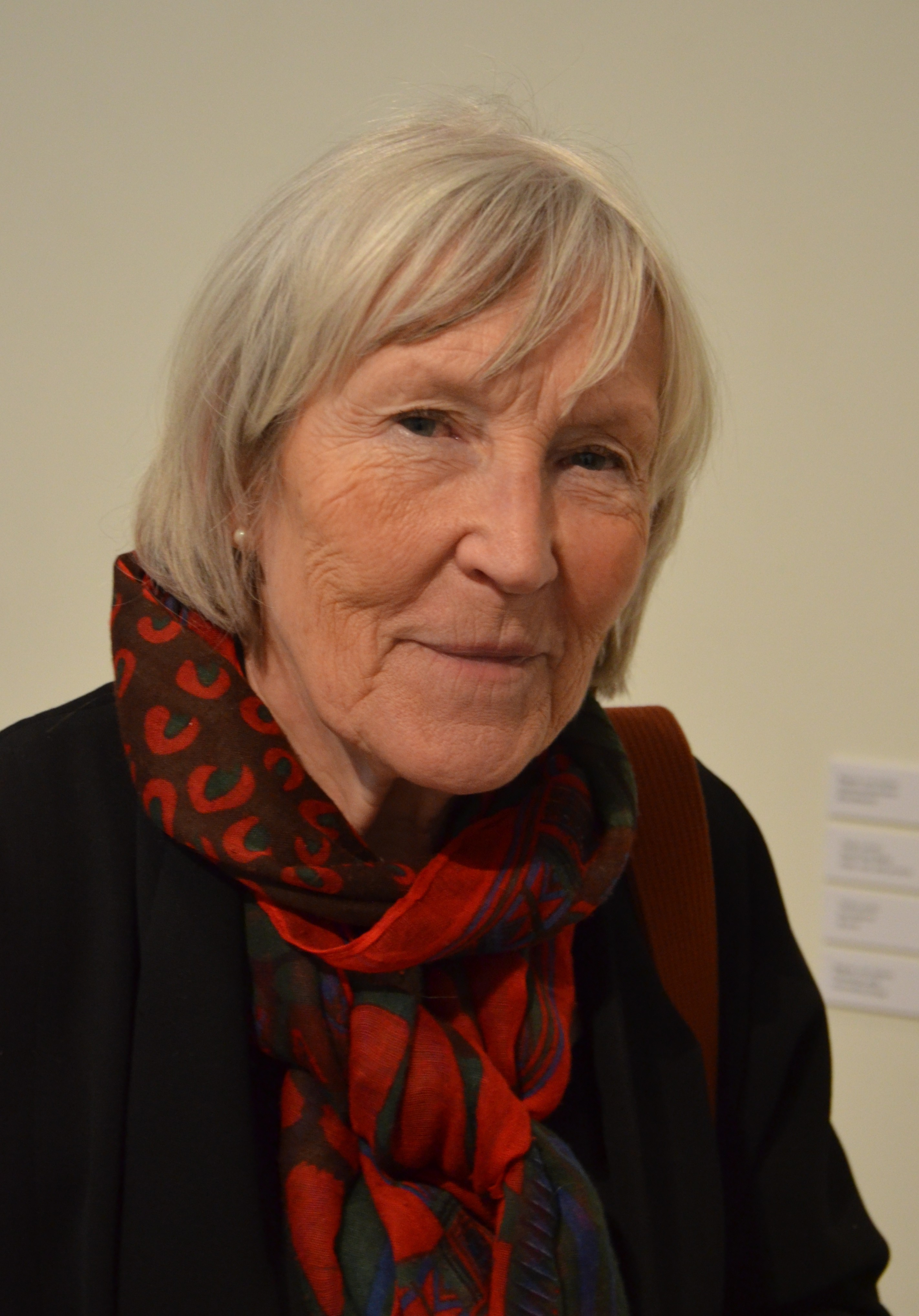
Elisabeth Grate

Elisabeth Grate bokförlag är ett svenskt familjeägt bokförlag, som är specialiserat på fransk kvalitetslitteratur i svensk översättning. Förlaget startade 2002 och har sitt säte i Stockholm. Det tog med utgivningen av fadersporträttet Afrikanen (2005) över efter Norstedts som den svenska förläggaren till Jean-Marie Gustave Le Clézio, 2008 års nobelpristagare i litteratur. Bland andra författare utgivna av förlaget kan nämnas Madeleine Bourdouxhe, Jean Giono, Nina Bouraoui, Henry Miller, Virginia Woolf och André Gide. Det är också Elisabeth Grate som numera utger 2014 års Nobelpristagare Patrick Modiano.
Böcker från Elisabeth Grate bokförlag ingick 2004 och 2008 i urvalet av Svensk Bokkonst. 
Bokförlaget drivs av Elisabeth Grate (född 1940), som är änka efter Pontus Grate.